# عثمان غندل
عثمان غندل (بالأردوية: عثمان گوندل؛ بالإنجليزية: Usman Gondal) هو لاعب كرة قدم باكستاني في مركز الوسط، ولد في 1987 في دربي في المملكة المتحدة. شارك مع منتخب باكستان لكرة القدم. أما مع النوادي، فقد لعب مع أرنولد تاون وليستر سيتي ونوتينغهام فورست.

## وصلات خارجية
- عثمان غندل على موقع قاعدة بيانات كرة القدم.إي يو (الإنجليزية)
- عثمان غندل على موقع ناشيونال فوتبول تيمز (الإنجليزية)